# Тирон, Вадим Васильевич
Вадим Васильевич Тирон (род. 15 июля 1947) — советский и российский певец (баритон). Народный артист Российской Федерации. Солист Тверской академической филармонии. Почётный гражданин города Твери.

## Биография
Родился в семье кадрового офицера Советской Армии в республике Монголии. Через год семья переехала на постоянное место жительство в город Кумертау в Башкирию. В школе занимался художественной самодеятельностью, позже стал солировать в эстрадном оркестре. Армейскую службу проходил в военном ансамбле. В 1971 году поступил в Уфимский государственный институт искусств, который окончил в 1976 году, в том же году стал лауреатом Всероссийского конкурса исполнителей советской песни «Красная гвоздика». После четвёртого курса был приглашён работать в Башкирский государственный театр оперы и балета. Одну из первых партий, которую он исполнял, стала партия Данкайре в «Кармен».
В 1978 году переехал в Калинин, где стал работать на сцене академической филармонии. Среди сыгранных ролей Риголетто, Евгений Онегин, Алеко. Сотрудничал с режиссёром Борисом Покровским.
Постоянно выезжал на гастроли. Более десяти раз выступал на сценах итальянских театров. В 1988 году Тирону было присвоено звание «Заслуженный артист РСФСР», в 1998 году был удостоен звания «Народный артист».
Принимал участие в различных филармонических фестивалях: Рождественском форуме «С верой в III тысячелетие», «Музыкальная осень в Твери», Пушкинском фестивале в Бернове и Лемешевском празднике в Князеве. Выступал с известными оркестрами России, среди которых — Академический оркестр русских народных инструментов ВГТРК, Национальный академический оркестр народных инструментов России имени Н. П. Осипова, Смоленский русский народный оркестр им. В. П. Дубровского, Государственный симфонический оркестр Московской государственной академической филармонии, а также тверской камерный оркестр «Российская камерата».
Проживает в Твери.

## Награды и звания
- 1988 — Заслуженный артист РСФСР.
- 1998 — Народный артист Российской Федерации.
- 2002 — Нагрудный знак Губернатора Тверской области «За заслуги в развитии Тверской области».
- 2011 — Почетный знак Губернатора Тверской области «Крест святого Михаила Тверского».
- 2016 — Почётный житель города Твери.